# Saleh Diab
Pour les articles homonymes, voir Diab.
Saleh Diab est un poète franco-syrien, journaliste littéraire et traducteur, né à Alep en 1967.

## Biographie
Saleh Diab ( en arabe : صالح دياب [ṢĀlIḤ DIYĀB]) est né en Syrie, à Saint-Siméon le Stylite, près d’Alep. Il a vécu à Beyrouth où il a travaillé comme journaliste et critique littéraire pour le supplément « Al-Moulhak » du journal An Nahar de 1995 à 2000, ainsi que pour d’autres journaux (« al-Hayat », « Nidaal Watan », « Assafir ». Il vit en France depuis 2000.
Poète, journaliste littéraire, docteur en lettres, spécialiste de la poésie arabe contemporaine, il est l’auteur de deux études sur la poésie écrite par les femmes : Récipient de douleur, 2007 ; Le désert voilé, 2009 et d’une thèse de doctorat intitulée Poésie arabe contemporaine – le poème en prose, soutenue à l’Université de Paris-VIII en 2012.
Il a travaillé en tant que chargé du monde arabe, animateur de rencontres poétiques, au Festival Voix de la Méditerranée à Lodève, de 2002 à 2010 puis de 2010 à 2015 au Festival Voix vives de Méditerranée en Méditerranée, à Sète. Il a constitué un fonds de données de poètes du monde arabe, de l’Iran et d’Israël dont le festival continue de bénéficier jusqu’à présent.
Il a traduit de nombreux poètes français (James Sacré, Jean-Yves Masson, Jacqueline Risset, Annie Salager, Marie-Claire Bancquart, etc.) ainsi que des poètes arabes vers le français. Il a collaboré à des revues francophones (Autre Sud, Résonance générale, Lieux d’être, NUNC, Le Journal des poètes…).

### Parcours littéraire
Saleh Diab fait partie d'un cercle de poètes qui s'est constitué dans les années 1980 à Alep, le Forum littéraire. Le Forum littéraire a joué un rôle essentiel pour l’histoire de la modernité syrienne. Les membres du Forum s'inscrivent dans une poésie de la parole où le quotidien est très présent et expérimentent de nouvelles sensibilités poétiques.
Il a publié des recueils de poésie personnelle, des traductions d'autres auteurs, et des études sur la poésie arabe, notamment celle des femmes.
En 2018, il a préfacé et composé une grande anthologie de la poésie syrienne en Français.

### Prix
L'anthologie bilingue français-arabe de ses poèmes, J’ai visité ma vie, parue aux éditions Le Taillis Pré et traduite par Annie Salager en collaboration avec l’auteur, préfacée par Daniel Leuwers, a obtenu le prix Thyde Monnier de la SGDL en 2013.

## Œuvre écrite

### Poésie en arabe
- Qamarun yabisun ya‘tani bihayati (Une lune sèche veille sur ma vie), Éditions Dar Al Jadid, Beyrouth, 1998.
- Sayf yunani (Un été grec), Éditions Merit, Le Caire, 2006.
- Tursulina Sikkinan arsilu khanjaran (Tu m’envoies un couteau je t’envoie un poignard- non traduit), Editions Sharqiat, Le Caire, 2009.

### Poésie traduite en français
- Une lune sèche veille sur ma vie. Éditions Comp'Act, Chambéry, 2004.
- J'ai visité ma vie. Le Taillis Pré, Bruxelles, 2013.
- Esquisses pour une île. Tarabuste, Saint-Benoît-du-Sault, 2024.

### Études et anthologie
- Récipient de douleur, Éditions Clapas, Paris, 2007[1].
- Mouettes noires, Éditions Maison de la poésie, Alger, 2008.
- Le désert voilé, 2009.
- Poésie syrienne contemporaine, éd. La Castor Astrale, Bègles, 2018.

### Traduction vers d’autres langues
- Polonais :  Odległy dzień, Saleh Diab, Przekład z francuskiego Agata Kozak, Lokator, Kraków 2019[8].

- Hébreu[9] :"סאלח דיאב, מתרחק מחיי, מערבית: דניאל בהר (תל אביב: קשב לשירה,  2024"